# Konrad Glombik
Konrad Józef Glombik (ur. 9 lutego 1970 w Raciborzu) – polski duchowny katolicki, doktor habilitowany nauk teologicznych, profesor nadzwyczajny Uniwersytetu Opolskiego, specjalista w zakresie teologii moralnej.

## Życiorys
Studiował na Wydziale Teologicznym Uniwersytetu Opolskiego. Sakrament święceń kapłańskich przyjął 3 czerwca 1995 w Opolu, prymicja odbyła się 7 czerwca w parafii św. Mikołaja w Raciborzu. Po święceniach kapłańskich był wikariuszem w parafii św. Michała w Opolu–Półwsi. W 1996 rozpoczął studia teologii moralnej na Katolickim Uniwersytecie Lubelskim Jana Pawła II (KUL). Stopień doktora nauk teologicznych uzyskał po obronie dysertacji pt. Moralne aspekty kary śmierci w niemieckiej literaturze teologicznej po II wojnie światowej 23 maja 2000 na KUL. Następnie był krótko wikariuszem w parafii św. Piotra i Pawła w Nysie. W okresie 2001/2002 kontynuował studia teologii moralnej na Akademii Alfonsjańskiej w Rzymie.
Od 2002 był wykładowcą na Wydziale Teologicznym Uniwersytetu  Opolskiego. We wrześniu 2003 został dyrektorem rozgłośni radia Plus w Opolu. Na podstawie dorobku naukowego oraz rozprawy pt. Jedność dwojga. Prekursorski charakter personalistycznego rozumienia małżeństwa w ujęciu Herberta Domsa (1890–1977) uzyskał 11 czerwca 2008 w Uniwersytecie Opolskim stopień doktora habilitowanego nauk teologicznych. Został profesorem nadzwyczajnym oraz kierownikiem Katedry Teologii Moralnej i Duchowości Wydziału Teologicznego Uniwersytetu Opolskiego.
Jest członkiem Stowarzyszenia Teologów Moralistów, rady naukowej czasopisma Teologia i Moralność i zespołu redakcyjnego Przeglądu Piśmiennictwa Teologicznego. Jest też redaktorem naczelnym półrocznika Studia Teologiczno-Historyczne Śląska Opolskiego. Należy do organizacji międzynarodowych: Vereinigung für Katholische Sozialethik in Mitteleuropa,  Görres-Gesellschaft zur Pflege der Wissenschaft, Bioethicists in Central Europe (BCE), Internationale Vereinigung für Moraltheologie und Sozialethik. Jest członkiem regionalnego komitetu Europy organizacji Catholic Theological Ethics in the World Church. W swoich badaniach zajmuje się m.in. problematyką moralności małżeństwa i rodziny oraz życia społecznego, a także problemami z zakresu etyki seksualnej i sakramentalności małżeństwa. Jest autorem kilkunastu książek oraz ponad 140 artykułów naukowych z zakresu różnych zagadnień teologii moralnej.

## Publikacje
- Wyjazdy zarobkowe. Szansa czy zagrożenie. Perspektywa społeczno - moralna (wraz z Piotrem Morcińcem, 2005)
- Wokół osoby i myśli Benedykta XVI (2006)
- Jedność dwojga. Prekursorski charakter personalistycznego rozumienia małżeństwa w ujęciu Herberta Domsa (1890–1977) (2007)
- Carl Ulitzka (1873–1953). Duszpasterz i polityk trudnych czasów (2010)